# Qualificazioni al campionato mondiale di calcio 2014 - CONMEBOL
Sono elencate di seguito le date e i risultati della zona sudamericana (CONMEBOL) per le qualificazioni al mondiale di calcio del 2014.

## Classifica
| Pos. | Squadra   | Pt | G  | V | N | P  | GF | GS | DR  |
| ---- | --------- | -- | -- | - | - | -- | -- | -- | --- |
| 1.   | Argentina | 32 | 16 | 9 | 5 | 2  | 35 | 15 | +20 |
| 2.   | Colombia  | 30 | 16 | 9 | 3 | 4  | 27 | 13 | +14 |
| 3.   | Cile      | 28 | 16 | 9 | 1 | 6  | 29 | 25 | +4  |
| 4.   | Ecuador   | 25 | 16 | 7 | 4 | 5  | 20 | 16 | +4  |
| 5.   | Uruguay   | 25 | 16 | 7 | 4 | 5  | 25 | 25 | 0   |
| 6.   | Venezuela | 20 | 16 | 5 | 5 | 6  | 14 | 20 | -6  |
| 7.   | Perù      | 15 | 16 | 4 | 3 | 9  | 17 | 26 | -9  |
| 8.   | Bolivia   | 12 | 16 | 2 | 6 | 8  | 17 | 30 | -13 |
| 9.   | Paraguay  | 12 | 16 | 3 | 3 | 10 | 17 | 31 | -14 |

Legenda:

         Qualificato direttamente al campionato del mondo 2014.
         Qualificata al play-off interzona 2014 contro una squadra della federazione dell'Oceania (OFC)
Note:
Tre punti a vittoria, uno a pareggio, zero a sconfitta.
 Brasile qualificato di diritto alla fase finale come Paese ospitante.

## Risultati

### 1ª giornata
| Arbitro: | Carrillo |

|                                      |           |                               |
| Suárez 4’ Lugano 26’, 72’ Cavani 35’ | Marcatori | 18’ Cardozo 86’ (rig.) Moreno |

| Arbitro: | Osses |

|                       |           |  |
| Ayoví 15’ Benítez 28’ | Marcatori |  |

| Arbitro: | Roldán |

|                                |           |               |
| Higuaín 8’, 52’, 63’ Messi 26’ | Marcatori | 59’ Fernández |

| Arbitro: | Pezzotta |

|                   |           |  |
| Guerrero 47’, 73’ | Marcatori |  |

- Riposa: Colombia.

### 2ª giornata
| Arbitro: | Silvera |

|                |           |  |
| Amorebieta 61’ | Marcatori |  |

| Arbitro: | Seneme |

|             |           |            |
| Ortiz 90+1’ | Marcatori | 67’ Forlán |

| Arbitro: | Orosco |

|                                                |           |                        |
| Ponce 2’ Vargas 18’ Medel 47’ Suazo 63’ (rig.) | Marcatori | 49’ Pizarro 60’ Farfán |

| Arbitro: | Amarilla |

|            |           |                        |
| Flores 84’ | Marcatori | 47’ Pabón 90+2’ Falcao |

- Riposa: Ecuador.

### 3ª giornata
| Arbitro: | Vera |

|             |           |            |
| Lavezzi 60’ | Marcatori | 56’ Moreno |

| Arbitro: | Buitrago |

|                       |           |             |
| Riveros 47’ Verón 58’ | Marcatori | 90+2’ Rojas |

| Arbitro: | Baldassi |

|                           |           |  |
| Suárez 42’, 45’, 68’, 72’ | Marcatori |  |

| Arbitro: | Ponce |

|            |           |                 |
| Guarín 11’ | Marcatori | 79’ F.Feltscher |

- Riposa: Perù.

### 4ª giornata
| Arbitro: | Fagundes |

|           |           |                      |
| Pabón 45’ | Marcatori | 61’ Messi 84’ Agüero |

| Arbitro: | Buckley |

|                 |           |  |
| Vizcarrondo 24’ | Marcatori |  |

| Arbitro: | Lopes |

|                          |           |  |
| Contreras 27’ Campos 85’ | Marcatori |  |

| Arbitro: | Larrionda |

|                        |           |  |
| Méndez 70’ Benítez 89’ | Marcatori |  |

- Riposa: Uruguay.

### 5ª giornata
| Arbitro: | Rivera |

|                                               |           |  |
| Agüero 20’ Higuaín 30’ Messi 32’ Di María 77’ | Marcatori |  |

| Arbitro: | Intriago |

|  |           |                          |
|  | Marcatori | 45+3’ Aránguiz 83’ Vidal |

| Arbitro: | Arias |

|            |           |            |
| Forlán 38’ | Marcatori | 84’ Rondón |

| Arbitro: | Pitana |

|  |           |               |
|  | Marcatori | 52’ Rodríguez |

- Riposa: Paraguay.

### 6ª giornata
| Arbitro: | Silvera |

|                           |           |             |
| Peña 10’ Escobar 70’, 80’ | Marcatori | 83’ Riveros |

| Arbitro: | Buitrago |

|  |           |                              |
|  | Marcatori | 85’ Fernández 90+1’ Aránguiz |

| Arbitro: | Vuaden |

|                                                   |           |                               |
| Suárez 15’ Pereira 29’ Rodríguez 63’ Eguren 90+4’ | Marcatori | 39’ (aut.) Godín 48’ Guerrero |

| Arbitro: | Seneme |

|             |           |  |
| Benítez 54’ | Marcatori |  |

- Riposa: Argentina.

### 7ª giornata
| Arbitro: | Lopes |

|                                           |           |  |
| Falcao 2’ Gutiérrez 47’, 52’ Zúñiga 90+1’ | Marcatori |  |

| Arbitro: | Soto |

|                    |           |  |
| Caicedo 74’ (rig.) | Marcatori |  |

| Arbitro: | Seneme |

|                                   |           |                   |
| Di María 2’ Higuaín 31’ Messi 63’ | Marcatori | 17’ (rig.) Fabbro |

| Arbitro: | Vázquez |

|                 |           |            |
| Farfán 47’, 59’ | Marcatori | 43’ Arango |

- Riposa: Cile.

### 8ª giornata
| Arbitro: | Carrillo |

|               |           |                                        |
| Fernández 41’ | Marcatori | 58’ Rodríguez 73’ Falcao 76’ Gutiérrez |

| Arbitro: | Amarilla |

|            |           |            |
| Cavani 67’ | Marcatori | 8’ Caicedo |

| Arbitro: | Osses |

|  |           |                 |
|  | Marcatori | 45’, 68’ Rondón |

| Arbitro: | Roldán |

|              |           |             |
| Zambrano 22’ | Marcatori | 38’ Higuaín |

- Riposa: Bolivia.

### 9ª giornata
| Arbitro: | Vuaden |

|                           |           |  |
| Messi 65’, 80’ Agüero 75’ | Marcatori |  |

| Arbitro: | Pezzotta |

|                 |           |  |
| Falcao 52’, 90’ | Marcatori |  |

| Arbitro: | Lopes |

|                                        |           |                    |
| Caicedo 53’, 56’ (rig.) Castillo 90+3’ | Marcatori | 25’ (aut.) Paredes |

| Arbitro: | Vera |

|               |           |            |
| Chumacero 53’ | Marcatori | 21’ Mariño |

- Riposa: Venezuela.

### 10ª giornata
| Arbitro: | Rivera |

|                                 |           |            |
| Saucedo 6’, 50’, 54’ Mojica 26’ | Marcatori | 80’ Suárez |

| Arbitro: | Lunati |

|             |           |  |
| Aguilar 52’ | Marcatori |  |

| Arbitro: | Arias |

|                 |           |                       |
| Gutiérrez 90+1’ | Marcatori | 28’ Messi 31’ Higuaín |

| Arbitro: | Pitana |

|           |           |              |
| Arango 6’ | Marcatori | 22’ Castillo |

- Riposa: Colombia.

### 11ª giornata
| Arbitro: | Carrillo |

|                                   |           |  |
| Higuaín 28’, 58’ Messi 44’ (rig.) | Marcatori |  |

| Arbitro: | Roldán |

|            |           |             |
| Suárez 82’ | Marcatori | 86’ Benítez |

| Arbitro: | Abal |

|            |           |  |
| Farfán 87’ | Marcatori |  |

| Arbitro: | Vera |

|                                                             |           |  |
| Torres 20’ Valdés 49’ Gutiérrez 62’ Falcao 86’ Armero 90+3’ | Marcatori |  |

- Riposa: Ecuador.

### 12ª giornata
| Arbitro: | Osses |

|            |           |            |
| Moreno 25’ | Marcatori | 44’ Banega |

| Arbitro: | Ricci |

|                                          |           |               |
| Caicedo 38’ Montero 50’, 75’ Benítez 54’ | Marcatori | 15’ Caballero |

| Arbitro: | Pitana |

|                        |           |  |
| Paredes 10’ Vargas 78’ | Marcatori |  |

| Arbitro: | Arias |

|            |           |  |
| Rondón 13’ | Marcatori |  |

- Riposa: Perù.

### 13ª giornata
| Arbitro: | Loustau |

|            |           |            |
| Campos 86’ | Marcatori | 58’ Arango |

| Buenos Aires 7 giugno 2013, ore 19:05 UTC-3 | Argentina | 0 – 0 referto | Colombia | Estadio Monumental Antonio Vespucio Liberti\| Arbitro: \| Escalante \| |
| Arbitro:                                    | Escalante |               |          |                                                                        |

| Arbitro: | Vuaden |

|                |           |                      |
| Santa Cruz 88’ | Marcatori | 41’ Vargas 56’ Vidal |

| Arbitro: | de Lima Henrique |

|             |           |  |
| Pizarro 12’ | Marcatori |  |

- Riposa: Uruguay.

### 14ª giornata
| Arbitro: | Ricci |

|                                 |           |  |
| Falcao 13’ (rig.) Gutiérrez 45’ | Marcatori |  |

| Arbitro: | Cáceres |

|              |           |                  |
| Castillo 17’ | Marcatori | 4’ (rig.) Agüero |

| Arbitro: | Oliveira |

|  |           |            |
|  | Marcatori | 28’ Cavani |

| Arbitro: | Ubriaco |

|                                    |           |            |
| Vargas 16’ Sánchez 18’ Vidal 90+3’ | Marcatori | 32’ Moreno |

- Riposa: Paraguay.

### 15ª giornata
| Arbitro: | Carrillo |

|                                               |           |  |
| Fabbro 17’ Santa Cruz 47’ Ortiz 81’ Gómez 84’ | Marcatori |  |

| Arbitro: | Ricci |

|                                   |           |  |
| Vargas 10’ González 30’ Vidal 84’ | Marcatori |  |

| Arbitro: | Loustau |

|            |           |                        |
| Farfán 84’ | Marcatori | 42’ (rig.), 67’ Suárez |

| Arbitro: | Lopes |

|               |           |  |
| Rodríguez 31’ | Marcatori |  |

- Riposa: Argentina.

### 16ª giornata
| Arbitro: | Arias |

|                       |           |  |
| Cavani 77’ Stuani 81’ | Marcatori |  |

| Arbitro: | Oliveira |

|                |           |                    |
| Arrascaita 47’ | Marcatori | 58’ (rig.) Caicedo |

| Arbitro: | Osses |

|                          |           |                                                                    |
| Núñez 17’ Santa Cruz 86’ | Marcatori | 12’ (rig.), 53’ (rig.) Messi 32’ Agüero 50’ Di María 90’ Rodríguez |

| Arbitro: | Pitana |

|                                          |           |                          |
| Rondón 37’ González 62’ (pen.) Otero 77’ | Marcatori | 20’ Hurtado 88’ Zambrano |

- Riposa: Cile.

### 17ª giornata
| Arbitro: | Carlos Vera |

|                              |           |             |
| Lavezzi 23’, 35’ Palacio 47’ | Marcatori | 21’ Pizarro |

| Arbitro: | Sandro Ricci |

|             |           |  |
| Montero 30’ | Marcatori |  |

| Arbitro: | Paulo Oliveira |

|                                             |           |                                   |
| Gutiérrez 69’ Falcao 75’ (rig.), 84’ (rig.) | Marcatori | 19’ (rig.) Vidal 22’, 29’ Sánchez |

| Arbitro: | Víctor Carrillo |

|            |           |             |
| Seijas 83’ | Marcatori | 28’ Benítez |

- Riposa: Bolivia.

### 18ª giornata
| Arbitro: | Marcelo Henrique |

|                                             |           |                      |
| C.Rodríguez 6’ Suárez 34’ (rig.) Cavani 49’ | Marcatori | 15’, 41’ M.Rodríguez |

| Arbitro: | Diego Abal |

|          |           |                |
| Rojas 8’ | Marcatori | 38’, 57’ Yepes |

| Arbitro: | Leandro Vuaden |

|                       |           |             |
| Sánchez 35’ Medel 38’ | Marcatori | 66’ Caicedo |

| Arbitro: | Enrique Cáceres |

|           |           |                |
| Yotún 19’ | Marcatori | 45+1’ Bejarano |

- Riposa: Venezuela.

## Statistiche

### Classifica marcatori
Aggiornata al 15 ottobre 2013.
11 gol
- Luis Suárez

10 gol
- Lionel Messi

9 gol
- Gonzalo Higuaín
- Radamel Falcao

7 gol
- Felipe Caicedo

6 gol
- Teófilo Gutiérrez

5 gol
- Sergio Agüero
- Eduardo Vargas
- Arturo Vidal
- Jefferson Farfán
- Edinson Cavani
- José Rondón

4 gol
- Marcelo Moreno
- Alexis Sánchez
- Christian Benítez

3 gol
- Ángel Di María
- Ezequiel Lavezzi
- Maxi Rodríguez
- Carlos Saucedo
- Matías Fernández
- James Rodríguez
- Segundo Castillo
- Jefferson Montero
- Roque Santa Cruz
- Paolo Guerrero
- Claudio Pizarro
- Juan Arango

2 gol
- Pablo Escobar
- Charles Aránguiz
- Gary Medel
- Dorlan Pabón
- Mario Yepes
- Joao Rojas
- Édgar Benítez
- Jonathan Fabbro
- Richard Ortiz
- Cristian Riveros
- Carlos Zambrano
- Diego Forlán
- Diego Lugano
- Cristian Rodríguez

1 gol
- Rodrigo Palacio
- Éver Banega
- Jaime Arrascaita
- Jhasmani Campos
- Rudy Cardozo
- Alejandro Chumacero
- Wálter Flores
- Diego Bejarano Ibañez
- Gualberto Mojica
- Alcides Peña
- Matías Campos
- Pablo Contreras
- Marcos González
- Felipe Gutiérrez
- Esteban Paredes
- Waldo Ponce
- Humberto Suazo

1 gol (cont.)
- Pablo Armero
- Fredy Guarín
- Macnelly Torres
- Carlos Valdés
- Camilo Zúñiga
- Jaime Ayoví
- Édison Méndez
- Pablo Aguilar
- Luis Caballero
- Gustavo Gómez
- José Ariel Núñez
- Darío Verón
- Paolo Hurtado
- Juan Carlos Mariño
- Víctor Yoshimar Yotún
- Sebastián Eguren
- Maxi Pereira
- Christian Stuani
- Fernando Amorebieta
- Frank Feltscher
- César González
- Rómulo Otero
- Luis Seijas
- Oswaldo Vizcarrondo

Autoreti
- Juan Carlos Paredes (pro Cile)
- Diego Godín (pro Perù)